# Иван Велков (ВМОРО)
Вижте пояснителната страница за други личности с името Иван Велков.
Иван (Иванче, Йованче) Мишев Велков е български революционер, тиквешки деец на Вътрешната македоно-одринска революционна организация.

## Биография
Роден е в богато семейство на търговци в 1870 година или в 1872 година в Кавадарци, тогава в Османската империя, днес в Северна Македония. Завършва българско основно училищие и прогимназия в родното си градче, а след това учи в Солунската българска мъжка гимназия.
Член е на църковната община в Кавадарци. Занимава се с търговия на кожи и вино от Тиквешко. Покрай честите си пътувания до Солун заради търговията Велков се запознава с Даме Груев. През лятото на 1894 година е председател на първия революционен комитет в Кавадарци, основан от Даме Груев. Делегат е от Тиквешията на конгреса на ВМОРО в 1896 година. В същата година става ръководител на Тиквешкия околийски комитет на организацията.
Преселва се със съпругата си Анастасия в Солун, където се занимава с винарство. След Солунските атентати през април 1903 година е арестуван и през август 1903 година е заточен на Родос. Получава амнистия, но през декември 1906 година отново е арестуван и затворен в Кавадарци. Умира няколко месеца след излизането си от затвора.